# Yuya Nakamura
Yuya Nakamura (中村 祐也, Nakamura Yuya) est un footballeur japonais né le 14 avril 1986. Il évolue au poste d'attaquant.

## Biographie
Yuya Nakamura est formé à l'Urawa Red Diamonds. Il ne joue aucun match en équipe première avec cette équipe.
En 2008, il s'engage en faveur du Shonan Bellmare, club de J-League 2. Lors de l'année 2010, il évolue en première division avec cette équipe.